# Comuna de Nowa Wieś Wielka
Nowa Wieś Wielka (polaco: Gmina Nowa Wieś Wielka) é uma gminy (comuna) na Polónia, na voivodia de Cujávia-Pomerânia e no condado de Bydgoski. A sede do condado é a cidade de Nowa Wieś Wielka.
De acordo com os censos de 2004, a comuna tem 7906 habitantes, com uma densidade 53,2 hab/km².

## Área
Estende-se por uma área de 148,47 km², incluindo:
- área agrícola: 29%
- área florestal: 61%

## Demografia
Dados de 30 de Junho 2004:
|                      | Total   | Total | Mulheres | Mulheres | Homens  | Homens |
| -------------------- | ------- | ----- | -------- | -------- | ------- | ------ |
|                      | pessoas | %     | pessoas  | %        | pessoas | %      |
| População            | 7906    | 100   | 4026     | 50,9     | 3880    | 49,1   |
| Densidade (pop./km²) | 53,2    | 100   | 27,1     | 27,1     | 26,1    | 26,1   |

De acordo com dados de 2002, o rendimento médio per capita ascendia a 1744,53 zł.

## Subdivisões
- Brzoza, Dąbrowa Wielka, Dobromierz, Dziemionna, Jakubowo, Januszkowo, Kobylarnia, Kolankowo, Leszyce, Nowa Wieś Wielka, Nowa Wioska, Nowe Smolno, Olimpin, Prądocin, Tarkowo Dolne.

## Comunas vizinhas
- Białe Błota, Bydgoszcz, Łabiszyn, Rojewo, Solec Kujawski, Złotniki Kujawskie